# Mark Wahlberg
Mark Robert Michael Wahlberg (sinh ngày 5 tháng 6 năm 1971) là một diễn viên, nhà sản xuất truyền hình, và cựu rapper người Mỹ. Anh đã được biết đến với tên Marky Mark trong những năm đầu của mình, và trở nên nổi tiếng cho ra mắt năm 1991 vì là trong vai trò nhạc công với ban nhạc Marky Mark and the Funky Bunch. Anh được bầu là người đứng số 1 trong danh sách 40 Hottest Hotties of the 90's của VH1. Wahlberg nổi tiếng với các vai diễn của anh trong các phim nhu Boogie Nights (1997), Three Kings (1999), The Perfect Storm (2000), Planet of the Apes (2001), The Italian Job (2003), I Heart Huckabees (2004), Four Brothers (2005), The Departed (2006), Invincible (2006), Shooter (2007), và The Fighter (2010). Anh còn là giám đốc sản xuất của Entourage, Boardwalk Empire và How to Make It in America.

## Thời trẻ
Wahlberg sinh ra trong khu phố Dorchester của Boston, Massachusetts, là con út trong gia đình chín người con, với anh chị em ruột Arthur, Jim, Paul, Robert, Tracey, Michelle, Debbie (qua đời năm 2003 ở tuổi 44), và Donnie. Cha anh có 1/2 gốc Ailen và 1/2 Thụy Điển và, mẹ của anh là người Canada gốc Ailen, Anh, và Pháp; về bên ngoại, Wahlberg có quan hệ xa với tác giả Nathaniel Hawthorne.. Mẹ của Wahlberg, Alma Elaine. (nhũ danh Donnelly), là một nhân viên ngân hàng và phụ tá của y tá, và cha của Wahlberg, Donald Edward Wahlberg, là một tài xế xe tải đã làm tài xế giao hàng. Cha mẹ anh ly dị vào năm 1982. Wahlberg đã là tín đồ Công giáo La Mã và theo học Trường phổ thông trung học Copley Square (nhưng không tốt nghiệp) ở phố Newbury trong thành phố Boston.
Năm 13 tuổi Wahlberg đã nghiện cocain và các chất gây nghiện khác. Năm 15 tuổi, Wahlberg đã bị thưa kiện hai lần vì sỉ nhục những trẻ em người Mỹ gốc Phi bằng cách ném đá vào người và phát biểu phân biệt chủng tộc. Năm 16 tuổi, Wahlberg dùng gậy đánh đập 2 người Việt bất tỉnh trên đường phố, gọi các nạn nhân là đồ mọi, khỉ da vàng, và làm 1 người mù 1 mắt vĩnh viễn. Ra tòa, Wahlberg nhận tội giết người bất thành, bị phạt 2 năm tù giam ở Boston's Deer Island House of Correction, nhưng chỉ phải ngồi tù 45 ngày rồi được thả.